# Трах (герб)

Герб Трах.

Тра́х (пол. Trach) — шляхетський герб. У розсіченому щиті праворуч, у синьому полі, золотий дракон із червоним язиком, обернений ліворуч; з лівого боку щита поле пересічене навскіс червоними і срібними смугами. У клейноді три страусині пір'їни. Походить від німецького роду Трахів із Сілезії. Перша згадка в джерелах — 1494 рік.

## Роди
- Гнінські
- Трахи